# Осцилограма

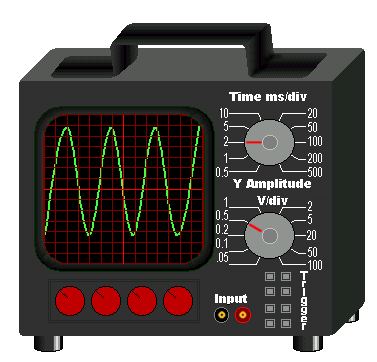
Сигнал осцилографа

Осцилограма (рос. осциллограмма, англ. oscillogram, нім. Oszillogramm n) ― запис на паперовій стрічці або на світлочутливому матеріалі електричних (або перетворених на електричні) процесів за допомогою осцилографа.